# Wojciech Kałdowski
Wojciech Kałdowski (Polonia, 26 de abril de 1976) es un atleta polaco retirado especializado en la prueba de 800 m, en la que consiguió ser medallista de bronce europeo en pista cubierta en 1996.

## Carrera deportiva
En el Campeonato Europeo de Atletismo en Pista Cubierta de 1996 ganó la medalla de bronce en los 800 metros, con un tiempo de 1:48.40 segundos, tras el español Roberto Parra y el italiano Giuseppe D'Urso.